# Абу Зарр аш-Шишани
Амин Юнусович Ибрагимов (чечен. ИбрахIими Юнусин Эмин; наиболее известен как Абу Зарр аш-Шишани и Абу Дарр, позывной — «Герат»; 21 мая 1972, с. Гойты, Урус-Мартановский район, ЧИАССР — 17 мая 2001, с. Цоцин-Юрт, Курчалоевский район, Чечня) — один из старших амиров чеченских моджахедов, активный участник первой и второй чеченских войн и вторжения боевиков в Дагестан. Начальник штаба и 1-й заместитель Хаттаба (1999—2001). Бригадный генерал ЧРИ (с 1999).

## Биография
Родился 21 мая 1972 года в селе Гойты Урус-Мартановского района ЧИАССР, вырос в городе Грозный. Выходец из тайпа курчалой. Он рос без отца, его отца Юнуса не стало, когда Амину было 10 лет.
Активный участник войн в Чечне (1994—1996, с 1999 года до своей смерти — 17 мая 2001 года).
Кунья — Абу Зарр аш-Шишани и Абу Дарр. Позывной — «Герат».
Во время первой чеченской войны, с 1994 по 1996 год, воевал в отряде Хаттаба. Вскоре Хаттаб назначил его главой группы «Герат» в составе своего подразделения.
После завершения первой чеченской войны в августе 1996 года окончил экономический университет в городе Грозном в 1997 году. В том же году женился на девушке по имени Хадижа, от этого брака у них родилось трое детей, одна дочь Фатима и два сына Сайфуллах и Абдуррахман.
В 1999 году он участвовал в боевых действиях в Дагестане во время вторжения чеченских боевиков.
В 1999 году, когда началась вторая чеченская война, получил звание бригадного генерала ЧРИ, а также занял должности начальника штаба подразделения Хаттаба и его первого заместителя. Руководил группой из 400 человек.
Принимал активное участие в сражениях за Грозный. Был тяжело ранен во время выхода военных формирований ЧРИ из осаждённого российскими войсками города Грозного в 2000 году.
С 1994 по 2001 год был участником самых кровопролитных боёв на территории Чечни, неоднократно получал ранения.
Одним из его близких друзей был одноглазый Исмаил Разаков с позывным «Баграм» из Ильиновской Грозненского района, который был вторым заместителем Хаттаба. Он был убит в феврале 2000 года во время боёв с федеральными силами.
Уничтожен в бою 17 мая 2001 года в селе Цоцин-Юрт Курчалоевского района Чеченской Республики Героем РФ (прсмертно) полковником Кисловым С.А. Похоронен в том же селе.